# Evippa
Genre
Synonymes
- Boebe O. Pickard-Cambridge, 1885
- Evippella Strand, 1906

Evippa est un genre d'araignées aranéomorphes de la famille des Lycosidae.

## Distribution
Les espèces de ce genre se rencontrent en Asie, en Afrique et en Europe.

## Liste des espèces
Selon World Spider Catalog (version 25.0, 13/06/2024) :
- Evippa aculeata (Kroneberg, 1875)
- Evippa aequalis Alderweireldt, 1991
- Evippa amitaii Armiach Steinpress, Alderweireldt, Cohen, Chipman & Gavish-Regev, 2021
- Evippa arenaria (Audouin, 1826)
- Evippa badchysica Sternbergs, 1979
- Evippa baltoroi (Caporiacco, 1935)
- Evippa banarensis Tikader & Malhotra, 1980
- Evippa benevola (O. Pickard-Cambridge, 1885)
- Evippa beschkentica Andreeva, 1976
- Evippa brevicymbium Alderweireldt & Jocqué, 2017
- Evippa caucasica Marusik, Guseinov & Koponen, 2003
- Evippa concolor (Kroneberg, 1875)
- Evippa douglasi Hogg, 1912
- Evippa eltonica Dunin, 1994
- Evippa fortis Roewer, 1955
- Evippa jabalpurensis Gajbe, 2004
- Evippa jocquei Alderweireldt, 1991
- Evippa kazachstanica Ponomarev, 2007
- Evippa kirchshoferae Roewer, 1959
- Evippa lugubris Chen, Song & Kim, 1998
- Evippa luteipalpis Roewer, 1955
- Evippa massaica (Roewer, 1959)
- Evippa nigerrima (Miller & Buchar, 1972)
- Evippa onager Simon, 1895
- Evippa praelongipes (O. Pickard-Cambridge, 1871)
- Evippa projecta Alderweireldt, 1991
- Evippa rajasthanea Tikader & Malhotra, 1980
- Evippa rubiginosa Simon, 1885
- Evippa russellsmithi Alderweireldt, 1991
- Evippa schenkeli Sternbergs, 1979
- Evippa shivajii Tikader & Malhotra, 1980
- Evippa sibirica Marusik, 1995
- Evippa sjostedti Schenkel, 1936
- Evippa soderbomi Schenkel, 1936
- Evippa sohani Tikader & Malhotra, 1980
- Evippa solanensis Tikader & Malhotra, 1980
- Evippa strandi (Lessert, 1926)
- Evippa turkmenica Sternbergs, 1979

## Systématique et taxinomie
Ce genre a été décrit par Simon en 1882 dans les Lycosidae.
Boebe a été placée en synonymie par Simon en 1898.
Evippella a été placé en synonymie par Alderweireldt en 1991.

## Publication originale
- Simon, 1882 : « II. Étude sur les arachnides de l'Yemen méridional. Viaggio ad Assab nel Mar Rosso, dei signori G. Doria ed O. Beccari con il R. Aviso "Esploratore" dal 16 novembre 1879 al 26 Febbraio 1880. » Annali del Museo Civico di Storia Naturale di Genova, vol. 18, p. 207-260 (texte intégral).